# Leptobarbula berica
Leptobarbula berica är en bladmossart som beskrevs av W. P. Schimper 1876. Leptobarbula berica ingår i släktet Leptobarbula och familjen Pottiaceae. Inga underarter finns listade i Catalogue of Life.